# Irena Anders
Irena Renata Anders, rozená Iryna Jaroševič, umělecké jméno. Renata Bogdańska (12. května 1920 Bruntál – 29. listopadu 2010 Londýn), byla polská a ukrajinská varietní umělkyně, zpěvačka, herečka, kapitánka polské armády, polská aktivistka ve Velké Británii; první manželka Gwidona Boruckiho, druhá manželka generála Władysława Anderse.

## Život
Pocházela z ukrajinské rodiny s hudebními tradicemi. Její otec, Mykola Jaroševič, byl řeckokatolický kněz, vojenský kaplan rakousko-uherské armády a ukrajinské haličské armády. Její matka, Olena rozená Nyžankivská, byla sestrou Ostapa Nyžankivského, který byl slavný ukrajinský skladatel, řeckokatolický kněz a poslanec Haličského zemského sněmu v 9. volebním období.
Od roku 1926 žila ve Lvově v Kulparkówě, kde byl její otec v letech 1925 až 1944 kaplanem v tamním Státním ústavu pro choromyslné. V letech 1929–1939 studovala na Vyšším hudebním institutu, zpočátku v klavírní třídě, později ve vokálních třídách.
Ve 30. letech 20. století byla sólistkou ukrajinského hudebního souboru Jabcio-jazz.
Po agresi SSSR proti Polsku a obsazení Lvova Rudou armádou studium přerušila. Během sovětské okupace Lvova vystupovala v varietním divadle Felikse Konarského (Ref-Rena). Poté vystupovala jako sólistka v Tea-Jazz band Henryka Warse a koncertovala v SSSR.
Po německém útoku na SSSR a začátku formování polské armády v SSSR se přidala spolu se svým manželem Gwidonem Boruckim a skupinou umělců k polským jednotkám vznikajícím v Tockoje. Ve své umělecké činnosti pokračovala v kapele „Polska Parada“, kde vystupovala mj. před vojáky se tvoří armáda. Sledovala bojovou stopu jednotek Władysława Anderse, vycházela z Tockoje, Buzuluku, poté přes Írán, Irák, Palestinu, Egypt a Itálii. Dva dny po bitvě u Monte Cassina poprvé zazpívala (spolu se svým manželem) píseň Czerwone maki na Monte Cassino. Byla oceněna křížem Monte Cassino.
V roce 1946 ztvárnila hlavní ženskou roli v polsko-italské inscenaci Michała Waszyńského Wielka Droga, kterou organizovalo a financovalo Kulturní a tiskové středisko 2. polského sboru. Film vypráví o válečných osudech vojáků 2. sboru; Ireniným filmovým partnerem byl Albin Ossowski. Ve stejném roce si zahrála ve filmu Lo Sconosciuto di San Marino (Cizinec ze San Marina) po boku Anny Magnani a Vittoria De Sica.
Po válce žila ve Velké Británii. Jako výtvarnice spolupracovala s Marianem Hemarem a Konarskim. Vystupovala pro polskou komunitu ve Velké Británii, Francii a Izraeli, dále v rozhlasových stanicích BBC (v letech 1958–1962) a Rádiu Svobodná Evropa (v kabaretu Hemara). V roce 1948 se provdala za generála Władysława Anderse. O dva roky později se jí narodila dcera Anna Maria.
Po roce 1989 pravidelně přijížděla do Polska, vystupovala jako čestný host na státních ceremoniích na centrální úrovni.
Stala se členkou výboru na podporu Bronisława Komorowského před předčasnými prezidentskými volbami v roce 2010. V srpnu 2010 přišla na jeho přísahu. Byla to také její poslední návštěva Polska.
Zemřela 29. listopadu 2010 v Londýně. Pohřeb se konal 8. prosince v kostele svatého Ondřeje Boboly v Londýně, kde se konala smuteční bohoslužba, po které byla rakev s tělem převezena na hřbitov v Mortlake, kde byla provedena kremace. Popel Ireny Andersové byl uložen vedle jejího manžela na hřbitově Monte Cassino dne 21. května 2011.

## Filmografie
- 1946: Wielka droga, reż. Michał Waszyński
- 1946: Lo Sconosciuto di San Marino, reż. Michał Waszyński
- 1994: Renata Bogdańska-Anders, reż. Andrzej Konecki, životopisný film
- 2003: Seans, reż. Maria Dłużewska, dokument o vzniku filmu Wielka droga